# Phyllanthus heyneanus
Phyllanthus heyneanus är en emblikaväxtart som beskrevs av Johannes Müller Argoviensis. Phyllanthus heyneanus ingår i släktet Phyllanthus och familjen emblikaväxter. Inga underarter finns listade i Catalogue of Life.